# Gimpel Fils
Gimpel fils est une galerie d'art fondée à Londres par Peter et Charles Gimpel en 1946, en mémoire de leur père, le marchand et collectionneur d'art, René Gimpel. 

## Histoire
Peter et Charles Gimpel, sont, par leur mère Florence, les neveux du marchand d'art Joseph Duveen.
Depuis  1972, la galerie est située 30 Davies Street à Westminster près de Grosvenor Square. La première exposition, "Cinq siècles de peinture française" était constitué par une petite partie  des collections que   René Gimpel avait envoyées en Angleterre avant la guerre, avec comme points forts:  Degas, Monet et  Camille Pissarro. 
Dans les années  1950 et 1960 la galerie devient avant-gardiste, exposant Lynn Chadwick, Anthony Caro, Peter Lanyon, Alan Davie, Barbara Hepworth, Ben Nicholson, Louis le Brocquy, Robert Adams... au début de leur carrière et des artistes plus connus comme, Larry Rivers, Marcel Duchamp ou Yves Klein. Elle montre ainsi  Fahrelnissa Zeid en 1948 et 1949, Sam Francis  en 1957,  Larry Rivers en 1962, Marcel Duchamp en 1965, Alexander Calder en 1969 et Willem de Kooning en 1976. Certains artistes comme Pierre Soulages, Marie Laurencin, Jean-Paul Riopelle, Nicolas de Stael et Yves Klein y ont eu des expositions importantes. 
La galerie expose toujours de jeunes artistes avant-gardistes, mais également les anciens.   Andres Serrano, Callum Morton;  Hannah Maybank, ainsi que Gillian Ayres, Pamela Golden, Albert Irvin, Antoni Malinowski, Lucy Stein...
René Gimpel, quatrième génération de galeristes, dirige la galerie, assisté par son fils Lukas, cinquième génération. Il est associé depuis 2007 à Berthold Müller. Ils ont fondé ensemble À Paris, la Galerie Gimpel & Müller.

## Artistes exposés
- Robert Adams   1937, US
- Karel Appel   1921-2006, NL
- Art in Ruins Founded 1984 UK
- Donald Baechler   1956, US
- Harry Bertoia   1915-1978, IT
- Sandra Blow   1925-2006, UK
- Norman Bluhm   1920-1999, US
- Mel Bochner   1940, US
- Louis le Brocquy   1916, IE
- Reg Butler   1913-1981, UK
- Miriam Cahn   1949, CH
- Alexander Calder   1898-1976, US
- Jonathan Callan   1961, UK
- Anthony Caro   1924, UK
- Corinne Day   1965
- Jim Dine   1935, US
- Jiri Dokoupil   1954, CZ
- Andrea Fisher   1955-1997, US
- Douglas Gordon   1966, UK
- Donald Hamilton Fraser   1929, UK
- Donald Judd   1928-1994, US
- Mike Kelley   1954, US
- Peter Kennard   1949, UK
- Martin Kippenberger   1953-1997, DE
- Michael Landy   1963, UK
- Peter Lanyon   1918-1964, UK
- Piero Manzoni   1933-1963, IT
- Hannah Maybank  1974, UK
- Bernard Meadows   1915-2005, UK
- Bruce Nauman   1941, US
- Claes Oldenburg   1929, SE
- Gabriel Orozco   1962, MX
- Tony Oursler   1957, US
- Mimmo Paladino   1948, IT
- Florence Paradeis   1954, FR
- Man Ray   1890-1976, US
- Gerhard Richter   1932, DE
- Jean Paul Riopelle 1923-2002, QC
- Larry Rivers   1923-2002, US
- Niki de Saint Phalle   1930-2002, FR
- William Scott 1913-1989
- Andrés Serrano   1950, US
- Lucy Stein   1979, UK
- Haim Steinbach   1944, IL
- James Tower   1918-1988, UK
- Jenny Watson   1951, AU
- Rachel Whiteread   1963, UK
- Fahrelnissa Zeid 1948, 1949, 1950
- Edwin Zwakman   1969, NL[1]

## Publications
- René Gimpel, Diary of an Art Dealer, 1966